# Sporting Clube de Espinho
Sporting Clube de Espinho je portugalsko športsko društvo iz grada Espinha na portugalskom sjeveru.
Utemeljeno je 1914. godine.

## Klupski uspjesi
Nogometni klub je u sezoni 2004/2005. igrao u portugalskoj 2. ligi, Ligi de Honri, iz koje je ispao kao 18.
Pored nogometnog, športsko društvo ime odbojkaške, rukometaške, plivačke odjele, odjel za laku atletiku i dvoranski nogomet.
Odbojkaški klub je osvojio više državnih naslova, kao i Kup europskih prvaka 2001.

## Vanjske poveznice
- Službene stranice